# Regierung Luis Echeverría Álvarez
Die Regierung Luis Echeverría Álvarez wurde in Mexiko am 1. Dezember 1970 von Präsident Luis Echeverría Álvarez von der Partido Revolucionario Institucional (PRI) gebildet. Sie löste die Regierung Gustavo Díaz Ordaz ab und blieb bis zum 30. November 1976 im Amt, woraufhin sie von der Regierung José López Portillo abgelöst wurde.
Der Regierung gehörten folgende Minister (Secretarios) an:
| Amt                              | Amtsinhaber                                                         | Beginn der Amtszeit                              | Ende der Amtszeit                                 |
| -------------------------------- | ------------------------------------------------------------------- | ------------------------------------------------ | ------------------------------------------------- |
| Landwirtschaft und Ernährung     | Manuel Bernardo Aguirre Oscar Brauer Herrera                        | 1. Dezember 1970 1974                            | 1974 30. November 1976                            |
| Kommunikation und Transport      | Eugenio Méndez Docurro                                              | 1. Dezember 1970                                 | 30. November 1976                                 |
| Industrie und Handel             | Carlos Torres Manzo José Campillo Sáinz                             | 1. Dezember 1970 1974                            | 1974 30. November 1976                            |
| Nationale Verteidigung           | Hermenegildo Cuenca Díaz                                            | 1. Dezember 1970                                 | 30. November 1976                                 |
| Öffentliche Arbeiten             | Luis Enrique Bracamontes                                            | 1. Dezember 1970                                 | 30. November 1976                                 |
| Inneres                          | Mario Moya Palencia                                                 | 1. Dezember 1970                                 | 30. November 1976                                 |
| Marine                           | Luis M. Bravo Carrera                                               | 1. Dezember 1970                                 | 30. November 1976                                 |
| Nationale Unternehmen            | Horacio Flores de la Peña Francisco Javier Alejo                    | 1. Dezember 1970 3. Januar 1975                  | 3. Januar 1975 30. November 1976                  |
| Öffentliche Bildung              | Víctor Bravo Ahúja                                                  | 1. Dezember 1970                                 | 30. November 1976                                 |
| Finanzen und öffentliche Kredite | Hugo B. Margáin José López Portillo Mario Ramón Beteta              | 1. Dezember 1970 29. Mai 1973 22. September 1975 | 29. Mai 1973 22. September 1975 30. November 1976 |
| Auswärtige Angelegenheiten       | Emilio O. Rabasa Alfonso García Robles                              | 1. Dezember 1970 29. Dezember 1975               | 29. Dezember 1975 30. November 1976               |
| Gesundheit und Unterstützung     | Jorge Jiménez Cantú Ginés Navarro                                   | 1. Dezember 1970 4. März 1975                    | 4. März 1975 30. November 1976                    |
| Arbeit und soziale Fürsorge      | Rafael Hernández Ochoa Porfirio Muñoz Ledo Carlos Gálvez Betancourt | 1. Dezember 1970 1972 1975                       | 1972 1975 30. November 1976                       |
| Wasserwirtschaft                 | Leandro Rovirosa Wade Luis Robles Linares                           | 1. Dezember 1970 1976                            | 1976 30. November 1976                            |
| Präsidialamt                     | Hugo Cervantes del Río Ignacio Ovalle Fernández                     | 1. Dezember 1970 1975                            | 1975 30. November 1976                            |
| Tourismus                        | Julio Hirschfield Almada                                            | 1975                                             | 30. November 1976                                 |
| Agrarreformen                    | Augusto Gómez Villanueva Félix Barra García                         | 1. Januar 1975 24. September 1975                | 24. September 1975 30. November 1976              |
| Generalstaatsanwalt              | Julio Sánchez Vergas Pedro Ojeda Paullada                           | 1. Dezember 1970 1971                            | 1971 30. November 1976                            |